# Копистинська сільська рада
Копи́стинська сільська́ ра́да — адміністративно-територіальна одиниця та орган місцевого самоврядування у Хмельницькому районі Хмельницької області. Адміністративний центр — село Копистин.

## Загальні відомості
- Територія ради: 36,49 км²
- Населення ради: 3 129 осіб (станом на 2001 рік)
- Територією ради протікає річка Південний Буг

## Населені пункти
Сільській раді були підпорядковані населені пункти:
- с. Копистин
- с-ще Богданівці
- с. Івашківці
- с. Колибань
- с. Мала Колибань

## Склад ради
Рада складалася з 20 депутатів та голови.
- Голова ради: Матюхін Анатолій Михайлович
- Секретар ради: Попова Наталія Володимирівна

### Керівний склад попередніх скликань
| Прізвище, ім'я, по батькові | Основні відомості                                                 | Дата обрання | Дата звільнення |
| --------------------------- | ----------------------------------------------------------------- | ------------ | --------------- |
| Матюхін Анатолій Михайлович | Сільський голова, 1959 року народження, освіта вища, безпартійний | 26.03.2006   | 31.10.2010      |
| Матюхін Анатолій Михайлович | Сільський голова, 1959 року народження, освіта вища, безпартійний | 31.10.2010   |                 |

Примітка: таблиця складена за даними сайту Верховної Ради України

### Депутати
За результатами місцевих виборів 2010 року депутатами ради стали:

#### За суб'єктами висування
| Суб'єкт висування | Кількість обраних депутатів | %  |
| ----------------- | --------------------------- | -- |
| Самовисування     | 16                          | 80 |
| Народна партія    | 4                           | 20 |

#### За округами
| № округу       | Прізвище, ім'я, по батькові     | Дата визнання обраним | Освіта             | Партійна приналежність | Відомості про обраного депутата                                |
| -------------- | ------------------------------- | --------------------- | ------------------ | ---------------------- | -------------------------------------------------------------- |
| Народна Партія |                                 |                       |                    |                        |                                                                |
| 12             | Корнійчук Владислав Васильович  | 05.11.2010            | вища               | позапартійний          | ТОВ «Хліббуд», директор                                        |
| 16             | Яськова Тамара Володимирівна    | 05.11.2010            | середня спеціальна | позапартійна           | КП "Комунальник"СБ", юрист                                     |
| 17             | Сис Йосип Станіславович         | 05.11.2010            | середня спеціальна | позапартійний          | тимчасово не працює                                            |
| 19             | Стаднічук Микола Леонідович     | 05.11.2010            | середня            | позапартійний          | пенсіонер                                                      |
| Самовисування  |                                 |                       |                    |                        |                                                                |
| 1              | Сухоряба Володимир Романович    | 05.11.2010            | вища               | позапартійний          | Копистинський навчально-виховний комплекс, вчитель             |
| 2              | Швець Леонід Дмитрович          | 05.11.2010            | середня спеціальна | позапартійний          | ПП «ХХІ Вік Плюс»                                              |
| 3              | Широка Галина Петрівна          | 05.11.2010            | вища               | позапартійна           | ТОВ « Камаз», охороник                                         |
| 4              | Білик Віктор Васильович         | 05.11.2010            | вища               | позапартійний          | пенсіонер                                                      |
| 5              | Попова Наталія Володимирівна    | 05.11.2010            | вища               | позапартійна           | Копистинська сільська рада, секретар                           |
| 6              | Онищак Людмила Анатоліївна      | 05.11.2010            | вища               | позапартійна           | Богданівецький дошкільний навчальний заклад, завідувачка       |
| 7              | Самчишин Степан Максимович      | 05.11.2010            | середня            | позапартійний          | Хмельницька школа-інтернат № 2, водій                          |
| 8              | Загребельний Василь Дмитрович   | 05.11.2010            | середня            | позапартійний          | Богданівецький дошкільний навчальний заклад, оператор котельні |
| 9              | Коваль Микола Васильович        | 05.11.2010            | вища               | позапартійний          | приватний підприємець                                          |
| 10             | Швець Віталій Володимирович     | 05.11.2010            | вища               | позапартійний          | Хмельницький район електромереж, водій                         |
| 11             | Мировський Анатолій Іванович    | 05.11.2010            | середня            | позапартійний          | ТОВ «Глобо ЛТД», водій                                         |
| 13             | Рудницький Олександр Чеславович | 05.11.2010            | вища               | позапартійний          | Богданівецький комбінат хлібопродуктів, начальник млина        |
| 14             | Юдін Валерій Юрійович           | 05.11.2010            | середня спеціальна | позапартійний          | приватний підприємець                                          |
| 15             | Волкова Інна Петрівна           | 05.11.2010            | вища               | позапартійна           | приватний підприємець                                          |
| 18             | Федорук Василь Анатолійович     | 05.11.2010            | вища               | позапартійний          | Фермерське господарство «Маїсс», заступник директора           |
| 20             | Потапкін Іван Іванович          | 05.11.2010            | середня спеціальна | позапартійний          | тимчасово не працює                                            |